# Olson-Firnfeld
Das Olson-Firnfeld (englisch Olson Névé bzw. Olsen Névé)  ist ein Firnfeld in der antarktischen Ross Dependency. In den Churchill Mountains liegt es an der Nordwestseite der Cobham Range und speist den Lucy- sowie den Prinz-Philip-Gletscher.
Wissenschaftler einer von 1964 bis 1965 durchgeführten Kampagne der New Zealand Geological Survey Antarctic Expedition kartierten es. Namensgeber ist Leutnant Dennis Alvin Olson (1933–2008) von der United States Navy, der die Wissenschaftler zu ihren Einsätzen in der Cobham Range, der Holyoake Range und der Queen Elizabeth Range geflogen hatte.